# Пистолеты-пулемёты Калашникова (1948)
Пистолеты-пулемёты Калашникова — опытные пистолеты-пулемёты, сконструированные М. Т. Калашниковым в 1948 г. Известно от трёх образцах, отличавшихся типом используемого патрона и особенностями конструкции. На вооружение не поступили.

## Конструкция

### 7,62-мм пистолет-пулемёт
Выполнен под патрон 7,62 × 25 мм ТТ. Автоматика работала на принципе отдачи свободного затвора. Стрельба велась с открытого затвора, боёк жёстко закреплен в чашечке затвора. Извлечение и отражение стреляных гильз производилось выбрасывателем, располагавшимся в затворе и неподвижным отражателем, закреплённым на левой стороне ствольной коробки. Ствольная коробка штампо-сварная. Крышка ствольной коробки фиксировалась на ствольной коробке выступом на основании возвратного механизма. Режимы огня — непрерывный или с отсечкой по одному выстрелу. Предохранитель-переводчик режимов стрельбы располагался на правой стороне ствольной коробки. Питание — из отъёмного двухрядного коробчатого магазина. Прицельные приспособления состояли из перекидного целика и мушки. Пистолет-пулемёт оснащался выдвижным металлическим прикладом и деревянной пистолетной рукояткой. При отделении от оружия приклад мог быть использован в качестве шомпола.

### 9-мм пистолет-пулемёт
Выполнен под патрон 9 × 18 ПМ. Конструктивно аналогичен ПП калибра 7,62, но есть отличия в устройстве возвратного механизма: телескопическая направляющая возвратной пружины заменена стержнем, смещённым влево от оси ствольной коробки. Канал под возвратную пружину со стержнем в затворе выполнен сквозным, при откате затвора передний торец стержня выполнял функцию отражателя.
Известно о двух образцах, незначительно отличавшихся друг от друга.

## Комментарии
1. ↑  В ряде источников (приведены в разделе «дополнительная литература») указан 1947 год.